# Carl Haber (ingegnere minerario)
Carl Kaspar Franz Haber (Worbis, 8 gennaio 1833 – Bonn, 17 maggio 1914) è stato un ingegnere minerario tedesco.e direttore dei lavori minerari e di fonderia a Ramsbeck.

## Biografia
Suo padre proveniva dalla famiglia degli ufficiali giudiziari elettorali di Magonza e morì come cancelliere capo a Worbis. Due dei suoi figli studiarono legge, mentre Carl studiò estrazione mineraria. Sua madre morì quando nacque Carl, e suo padre, Joachim Haber (nato il 31 dicembre 1787), era già morto il 5 luglio 1832. Crebbe orfano nella casa di suo nonno, il medico distrettuale Dr. Gremler.
Dopo aver superato l'esame di tirocinio minerario, Haber entrò nel servizio privato, prima come ispettore minerario a Mechernich, poi come sostituto direttore presso l'Associazione mineraria di Eschweiler. Dopo la guerra (1870/71) gestì le miniere di Westende e Ruhr & Rhein a Duisburg-Meiderich. Dopo un viaggio di istruzione negli Stati Uniti, entrò a far parte della società per azioni per l'estrazione mineraria, la produzione di piombo e zinco a Stolberg e in Vestfalia.
Dal 1875 al 1907 Haber fu direttore della “Actien-Gesellschaft per la produzione mineraria, di piombo e di zinco a Stolberg e in Vestfalia, dipartimento di Ramsbeck”.
Compì il servizio militare a Berlino. Durante la guerra nel 1866, Haber fu schierato come ufficiale nel 25º reggimento di fanteria Landwehr vicino a Langensalza. Nel 1870/71 fu comandante di un campo di prigionia sulla Wahner Heide.
Oltre a numerose cariche onorarie, è stato anche presidente della Camera di commercio di Arnsberg. Trascorse i suoi ultimi anni a Bonn, spegnendosi il 17 maggio 1914.
In suo onore un tunnel espositivo ad Andreasberg è stato chiamato Carl-Haber-Stollen,e anche una sua strada porta il suo nome: “Carl-Haber-Straße”.

## Famiglia
Era sposato con Elisabeth Meiring, e dal loro matrimonio nacquero i seguenti figli:
- Johann Carl Emil Eduard Haber, nato a Risa presso Mechernich il 1° ottobre 1866, e deceduto a Tubinga-Lustnau il 14 gennaio 1947. Ricoprì incarichi come ingegnere minerario, funzionario dell'Ufficio coloniale del Reich (incluso governatore della Nuova Guinea tedesca) e professore onorario.
- Carl Hubert Haber, nato il 28 febbraio 1868 a Eschweiler, spentosi il 30 aprile 1908 a Ramsbeck, lavorò co ingegnere minerario a Ramsbeck.
- Engelbert Albrecht Haber, nato il 21 maggio 1870 a Duisburg-Meiderich e annegato nell'autunno del 1912 presso Cuxhaven, ricoprì il grado di sottotenente dell'esercito.

## Opere
- Genesi dei minerali di piombo nel Buntsandstein d. Bleiberg, compreso in: "Der Berggeist" (Lo spirito della montagna), Giornale per l'industria mineraria, metallurgica e industriale, 1866, Colonia 1866, XI. Volume, pagine dalla 281 alla 289
- Informazioni sulle macchine per l'essiccazione sotterranee in Inghilterra compreso in: "Zeitschrift des Vereines deutscher Ingenieure" (Giornale dell'Associazione degli ingegneri tedeschi), uscito nel 1872, volume XVI, pagina 225.
- L'operazione di perforazione meccanica nelle miniere del dipartimento di Ramsbeck della Actien-Gesellschaft per l'estrazione mineraria, la produzione di piombo e zinco a Stolberg e in Vestfalia. compreso in: "Zeitschrift für das Berg-, Hütten und Salinenwesen in dem preussischen Staate" (Giornale per l'estrazione mineraria, la fusione e l'estrazione del sale nello stato prussiano), Vol.30 (1882), pagine 43-65.